# 脂臀
脂臀（しでん）とは、臀部と大腿における組織の相当なあるいは大した水準を有する状態である。この造りは 臀部の範囲に限らず、 大腿の外側と前方に広がり、そして膝に向かって先細りになる。

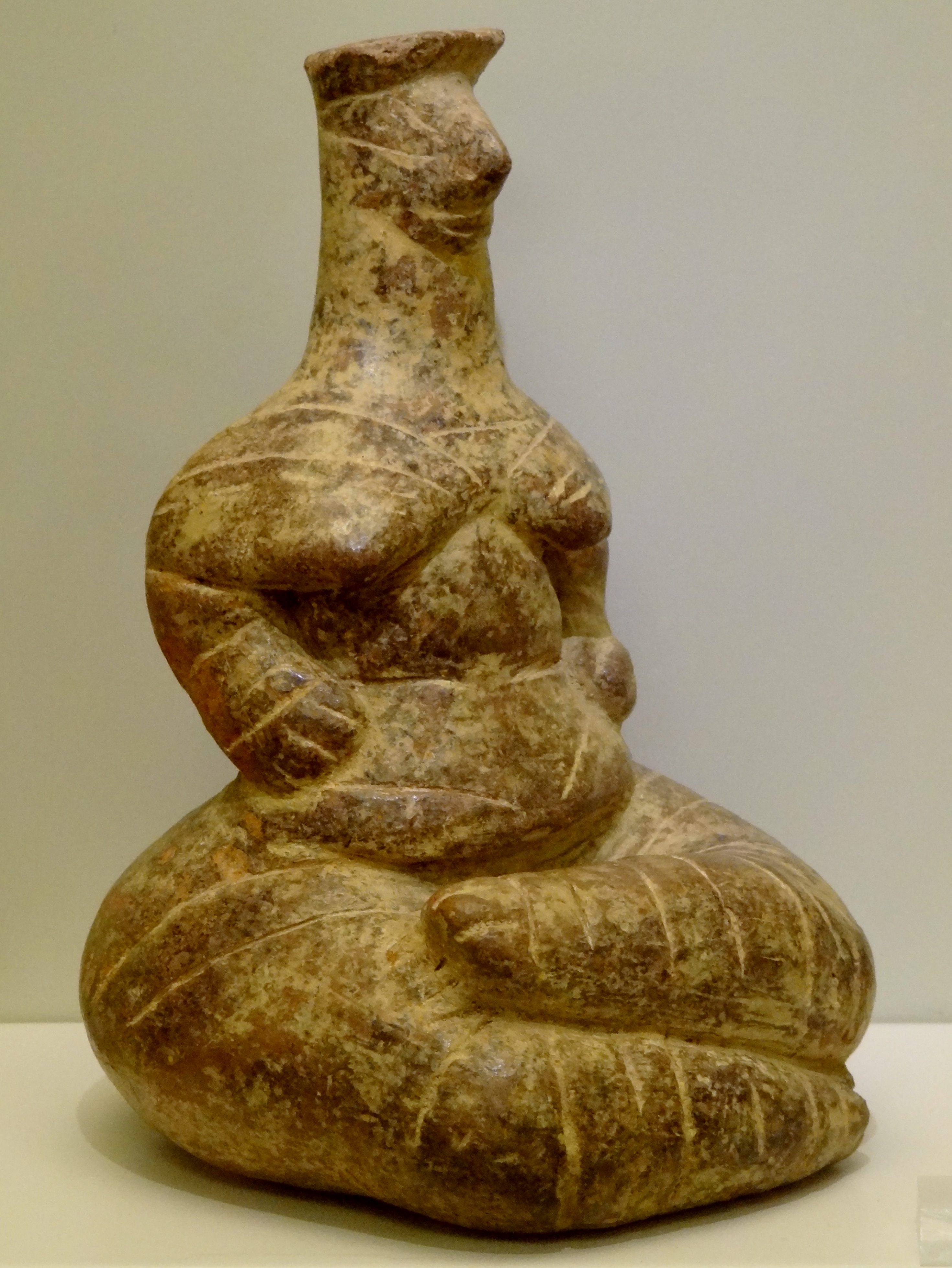
紀元前58から48世紀のクレタの新石器時代のテラコッタの「パノ・チョリオの脂臀の女神」。彼女が本当に女神なのかどうかは確かでない。

臀部領域での脂肪組織の蓄積の増大を引き起こす遺伝的特性である脂臀は、南アフリカ出身の一部の幾らかの女性に見られる。最も多い（しかしこれに限らない）のは、南アフリカのコイサン族と中央アフリカの ピグミー族である。アンダマン諸島のオンゲ族のようなアンダマン人の間にも観察される。この遺伝的特性は女性の間で広く見られるが、しかし男性でも低い度合いで生じる。
脂臀は、かつてアデン湾から喜望峰までに広がる人々の特性としてみられてきたであろう。それらの人々はコイサン族とピグミー族の名残かもしれない。コイサン族では、それは子供の時からあり、最初の妊娠のときに完全に発達する。
この特徴は、かつてもっと広がっていた事を示唆されてきた。ヨーロッパからアジアまで発見される、しばしば「脂臀的ビーナス」の姿として表現される、旧石器時代の ビーナス豆像は、顕著な大腿の発達と、そしてまさに陰唇の延長（英語: elongated labia）を示す。この事は学説の裏づけに用いられてきた。これらは 写実、誇張、もしくは理想としての表現を意図したいずれのものであるのかは明らかでない。しかしながら、脂臀は現代の医学的標準により背中と尻との角度がほぼ90度しかない特徴を示すのに対して、おおよそ120度の角度を示すこれらの豆像は、脂臀とは見做されないかもしれない。
ビクトリア朝のイギリスで、見世物小屋はしばしば脂臀の女を食い物にした。最もよく知られた例はサラ・バートマンという名の南アフリカのコイコイ族（英: Khoikhoi）の女だった。彼女は脂肪性浮腫（英語: lipedema）に罹っていると思われた。

### ウェブサイト
- Amato, Alexandre C. M. (2021年3月8日). “Saartje Baartman: Impacto de uma doença desconhecida” (ポルトガル語). Cultura Saúde. 2021年3月9日閲覧。
- Anitei, Stefan. “What is Steatopygia?”. news.softpedia.com. 2016年9月4日閲覧。
- Weber, George (2005年8月3日). “Chapter 5: A Physical Examination”. andaman.org. 2012年7月10日時点のオリジナルよりアーカイブ。2012年8月13日閲覧。
- “The significance of Sarah Baartman”. bbc.co.uk. 2016年6月8日閲覧。[リンク切れ]
- MP3 file. content.answers.com. 2008年4月21日時点のオリジナルよりアーカイブ。2016年6月8日閲覧。

### 書籍
- Cummings, Vicki; Jordan, Peter; Zvelebil, Marek (Jul 2014). The Oxford Handbook of the Archaeology of Hunter-Gatherers. Oxford: Oxford University Press. p. 1152. ISBN 9780199551224

### 雑誌
- Semino, Ornella; Santachiara-Benerecetti, A. Silvana; Falaschi, Francesco; Cavalli-Sforza, L. Luca; Underhill, Peter A. (2002-01-01). “Ethiopians and Khoisan Share the Deepest Clades of the Human Y-Chromosome Phylogeny” (English). The American Journal of Human Genetics 70 (1):  265–268. doi:10.1086/338306. ISSN 0002-9297. PMC 384897. PMID 11719903.